# Kommunalwahl in Nürnberg 1996

Kleines Wappen der Stadt Nürnberg
Großes Wappen der Stadt Nürnberg

Die Kommunalwahl in Nürnberg 1996 fand, wie in ganz Bayern, am 10. März 1996 statt. Neben dem Nürnberger Oberbürgermeister wurde auch der Rat der Stadt Nürnberg gewählt.

## Ausgangslage
- SPD: 33
- Grüne: 6
- FDP: 2
- CSU: 26
- REP: 4

Unter den Sitzen der SPD befindet sich der des Oberbürgermeisters.
Bei der Kommunalwahl in Nürnberg 1990 betrug die Wahlbeteiligung bei 359.049 Stimmberechtigten 66,2 % Prozent. Als Oberbürgermeister wurde im ersten Wahlgang Peter Schönlein mit 51,8 % der abgegebenen Stimmen im Amt bestätigt. Stärkste Fraktion im Nürnberger Stadtrat wurde die SPD mit 43,1 % der Stimmen (33 Sitze), vor der CSU (36,3 %, 26 Sitze), den Grünen (8,3 %, 6 Sitze) und den Republikanern (6,7 %, 4 Sitze). Da es bei der Kommunalwahl keine 5-Prozent-Hürde gibt, ist auch die FDP mit 3,4 % und 2 Sitzen im Stadtrat vertreten. Die restlichen 2,1 % der abgegebenen Stimmen entfielen zu 0,8 % auf die DKP, zu 0,7 % auf das Wahlbündnis ÖDP/FWN sowie zu je 0,3 % an die Bürgerpartei Freie Wähler und an die NPD.

## Wahl des Oberbürgermeisters
In den Großen Kreisstädten Bayerns lautet der Titel des von den Bürgern direkt gewählten ersten Bürgermeisters „Oberbürgermeister“. Den zweiten und dritten Bürgermeister wählt der Stadtrat in Nürnberg aus seinen Reihen. Der amtierende Oberbürgermeister Peter Schönlein von der SPD wurde hierbei im zweiten Wahlgang abgewählt und durch seinen Nachfolger von der CSU Ludwig Scholz ersetzt.

### Erster Wahlgang
Das amtliche Endergebnis des ersten Wahlganges zur Wahl des Oberbürgermeisters am 10. März 1996 lautete wie folgt:
| Partei       | Kandidat         | Bild            | Stimmen (absolut) | Stimmen (in Prozent) |
| ------------ | ---------------- | --------------- | ----------------- | -------------------- |
| SPD          | Peter Schönlein  | Peter Schönlein | 87.341            | 44,5 %               |
| CSU          | Ludwig Scholz    |                 | 86.551            | 44,1 %               |
| Freie Wähler | Matthias Krusche |                 | 6.217             | 3,2 %                |
| Die Guten    | Claudia Rößner   |                 | 4.803             | 2,4 %                |
| FDP          | Utz Ulrich       |                 | 4.563             | 2,3 %                |
| REP          | Manfred Ritter   |                 | 4.093             | 2,1 %                |
| ÖDP          | Peter            |                 | 2.813             | 1,4 %                |

### Zweiter Wahlgang
Da im ersten Wahlgang sowohl Peter Schönlein als auch Ludwig Scholz die absolute Mehrheit verfehlten, kam es am 24. März 1996 zu einer Stichwahl zwischen diesen beiden Kandidaten.
| Partei | Kandidat        | Bild            | Stimmen (absolut) | Stimmen (in Prozent) |
| ------ | --------------- | --------------- | ----------------- | -------------------- |
| CSU    | Ludwig Scholz   |                 | 105.794           | 55,5 %               |
| SPD    | Peter Schönlein | Peter Schönlein | 84.785            | 44,5 %               |

## Wahl des Stadtrates
Die Nürnberger Stadträte sind, wie in Kommunalverwaltungen üblich, ehrenamtlich tätig. Die berufsmäßigen Stadträte (in Nürnberg als Leiter der jeweiligen Referate als Referenten bezeichnet) werden direkt vom Stadtrat für 6 Jahre gewählt. Sie sind Mitglied des Stadtrates und haben Rede-, aber kein Stimmrecht. In der Regel finden die Wahlen der Referenten in Nürnberg kurz vor der nächsten Kommunalwahl statt.
Der Nürnberg Stadtrat besteht aus 70 Mitgliedern. Da es keine 5-Prozent-Hürde gibt, ist es möglich, mit ca. 1,4 % der abgegebenen Stimmen einen Sitz zu erhalten. Anders als auf Bundes- und Landesebene werden auf Kommunalebene nur selten Wahlumfragen gemacht. Deshalb war es nicht möglich, die aktuelle Stimmung in Nürnberg wiederzugeben.
Jeder Wähler hat so viele Stimmen, wie der Stadtrat Sitze hat. Bei der Kommunalwahl in Bayern können die Wähler kumulieren und panaschieren. Jeder Wahlberechtigte hat 70 Stimmen, was der Anzahl der zu wählenden Stadtratsmitglieder entspricht. Es ist möglich, einem Kandidaten bis zu drei Stimmen zu geben. Es können auch Kandidaten von unterschiedlichen Parteilisten gewählt werden, jedoch darf die Gesamtzahl von 70 Stimmen nicht überschritten werden. Es ist ebenfalls möglich, eine komplette Parteiliste anzukreuzen, wobei jeder Kandidat der Liste eine Stimme erhält. Aus der angekreuzten Liste können auch Kandidaten gestrichen werden.

### Wahlergebnis
- SPD: 25
- Grüne: 6
- GUTEN: 1
- FW: 2
- FDP: 1
- CSU: 34
- REP: 2

Unter den Sitzen der CSU befindet sich der des Oberbürgermeisters.
Amtliches Endergebnis nach Auszählung aller Stimmgebiete:
| Partei       | Stimmen (absolut) | Stimmen (in Prozent) | Veränderung zu 1990 (in Prozentpunkten) | Sitze |
| ------------ | ----------------- | -------------------- | --------------------------------------- | ----- |
| CSU          | 5.435.101         | 43,7 %               | +5,6 %                                  | 33    |
| SPD          | 4.267.177         | 34,3 %               | −9,4 %                                  | 25    |
| GRÜNE        | 1.012.093         | 8,1 %                | −0,2 %                                  | 6     |
| REP          | 368.367           | 3,0 %                | −3,7 %                                  | 2     |
| Freie Wähler | 364.158           | 2,9 %                | nicht angetreten                        | 2     |
| FDP          | 303.257           | 2,4 %                | −1,0 %                                  | 1     |
| Die Guten    | 189.274           | 1,5 %                | nicht angetreten                        | 1     |
| PDS/LIL      | 162.393           | 1,3 %                | nicht angetreten                        | –     |
| ÖDP          | 156.623           | 1,3 %                | nicht angetreten                        | –     |
| NWG          | 107.083           | 0,9 %                | nicht angetreten                        | −     |
| EUROLISTE    | 60.917            | 0,5 %                | nicht angetreten                        | −     |

Sitzverteilung im Nürnberger Stadtrat seit 1946 jeweils zu Anfang der Legislaturperiode

## Briefwahl
Zu allen Wahlen können die Nürnberger Bürger Briefwahlunterlagen beantragen.